# Дом купца Одинцова
Дом купца Одинцова — здание в городе Павловске Воронежской области, являющееся одной из достопримечательностей города. Построен во второй половине 1890-х годов для городского головы купца М. С. Одинцова.
Расположен на углу двух пересекающихся центральных улиц (проспекта Революции и улицы 1 Мая) и своими полукруглыми очертаниями удачно вписывается в архитектурный ансамбль окружающих его старинных зданий, создавая вместе с ними единый, цельный уголок уездного города прошлого века. Дом имеет красивое парадное крыльцо, выполненное из ажурного чугунного литья. Крыльцо с опорой на чугунные столбы прекрасно сохранились до нашего времени.
На главную улицу выходит более протяжённый фасад с парадным входом; со стороны улиц 1 Мая фасад продолжен воротами с калиткой, которые связывают дом с флигелем. Угловая часть здания акцентирована ротондой, завершённой высоким яйцевидным куполом со шпилем. В декоре фасадов господствуют мотивы классицизма: руст стен, изящные наличники прямоугольных окон с прямыми и лучковыми сандриками, замковыми камнями, многопрофильные карнизы с антаблементами, массивная балюстрада над фасадами. Нарядность уличным фасадам придаёт лепной декор (гирлянды, розетки). Парадный вход украшен ажурной чугунной решёткой-навесом, поддерживаемого тонкими высокими колонками. Сохранившаяся отделка интерьеров так же выдержана в духе классицизма: фигурные филёнки с лепниной, гирляндами и медальонами с акантами, каннелированные лопатки и прочие. Оригинальные по рисунку сложные решётки и объёмные окантовки ограждают лестницу.
С 1977 года здание занимает Павловский районный краеведческий музей .